# Placido Abela
Placido Abela, geboren Giuseppe-Hilarion Abela (Napels, 1814 – Montecassino, 6 juli 1876), was een benedictijner monnik afkomstig uit het koninkrijk der Beide Siciliën. In de abdij van Monte Cassino in de Pauselijke Staat was hij organist, componist en later in zijn leven prior.

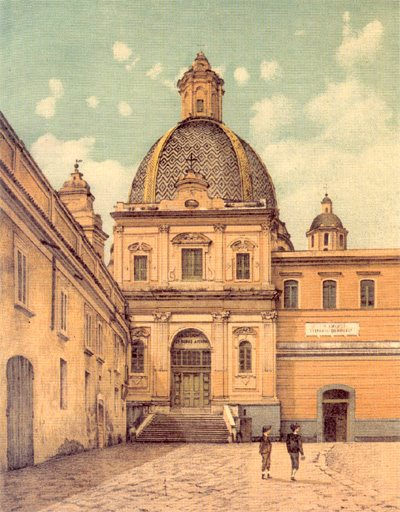
Voormalige San Sebastianokerk in Napels. Destijds een muziekschool.

Placido was zijn kloosternaam. Hij ondertekende met Don Placido.

## Levensloop

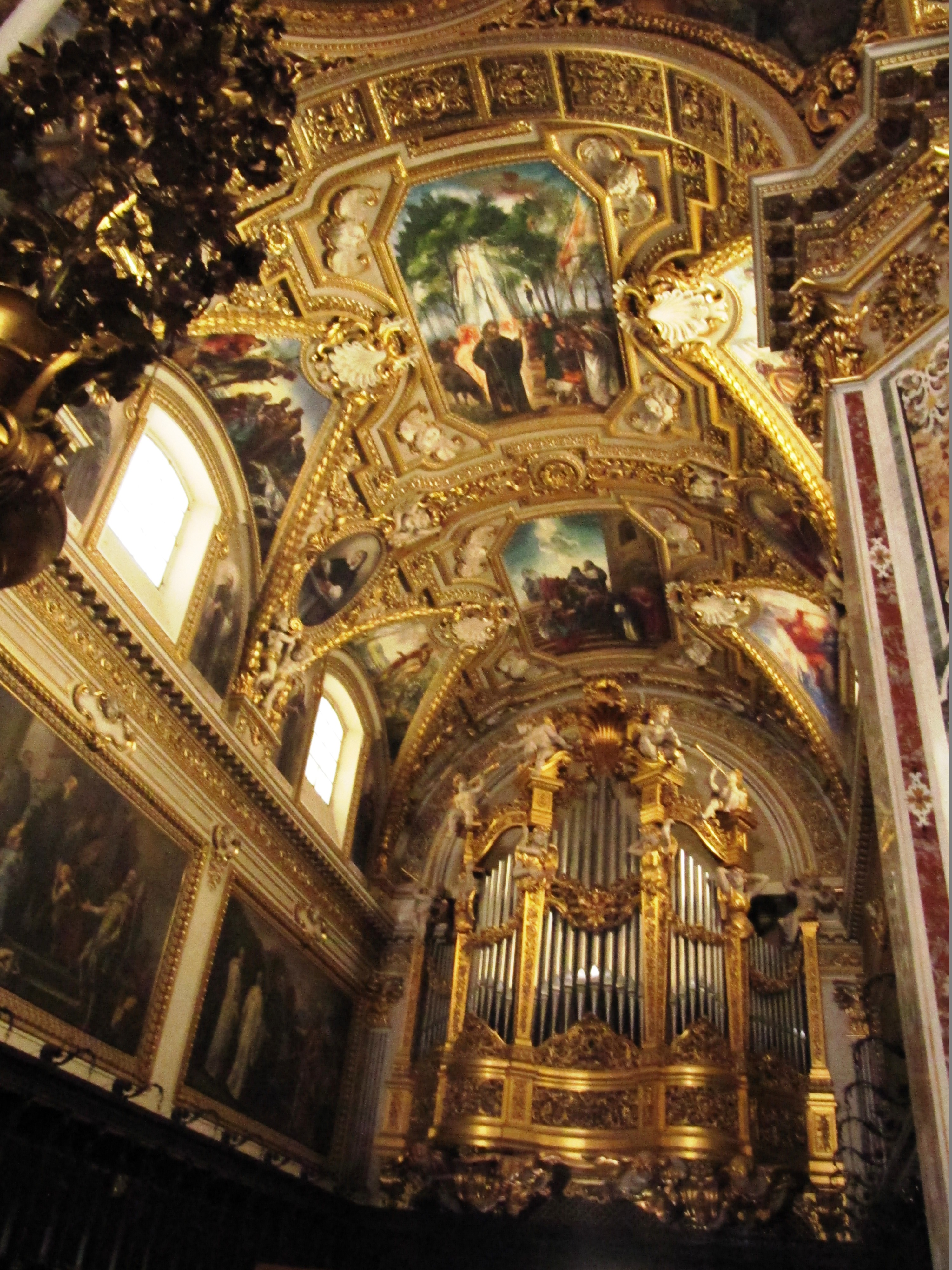
Orgel in de abdijkerk van Monte Cassino

Abela’s vader was Gaetano Abela, een rebel tegen het Huis Bourbon in het koninkrijk der Siciliën en een uitgesproken separatist; zijn vader wilde Sicilië afscheuren van de Beide Siciliën. Zowel zijn vader als hijzelf waren vervallen van adellijke titels; de familie Abela was oorspronkelijk een aristocratische familie in Sicilië.
Als baby werd hij door zijn vader achtergelaten in Napels en opgenomen in de familie van zijn moeder (1814). Zijn moeder, een Napolitaanse, was kort na zijn geboorte overleden. Abela volgde als jongen muziekschool aan het San-Sebastianocollege in Napels; dit was een muziekschool dat het Frans bestuur had opgericht in een voormalige kerk. Deze muziekschool ging kort nadien op in het Conservatorium van San Pietro a Majella.
Na de terechtstelling van zijn vader (1826) moest de twaalfjarige Abela school lopen, bij koninklijk bevel van Frans I, in Maddaloni in het Koninklijk College aldaar. Maddaloni ligt nabij Caserta in Zuid-Italië. Hij leerde er piano spelen van een oude priester.
Op zestienjarige leeftijd vroeg Abela aan Frans I om te mogen intreden als monnik in de abdij van Monte Cassino (1830). Frans I stemde hiermee in. Abela nam de kloosternaam Placido aan. Hij bleef voor de rest van zijn leven in Monte Cassino. In 1835 werd Abela er gewijd. Hij werd onmiddellijk hierna organist in de abdijkerk. Door zelfstudie bekwaamde hij zich in orgelmuziek. In zijn zelfstudie werd hij al eens geholpen door een rondtrekkende musicus die een tijdje in het gastenverblijf van de abdij verbleef.
Placido Abela werd hoofd van de novicenschool van Monte Cassino. Hij onderwees de novicen in kerkgezang en -muziek. In deze periode componeerde Abela kerkliederen. Het gaat om een tiental werken. Daarnaast publiceerde hij Gregoriaanse muziekpartituren die hij in de bibliotheek vond en sommige op toon zette voor orgelbegeleiding. Dit leidde tot een hernieuwde belangstelling van de benedictijnen voor Gregoriaanse muziek.
Abela was lid van de Accademia dei Quiriti in Rome, een wetenschappelijke vereniging.
Later werd Abela prior van de abdij. Hij overleed er in 1876.
Na zijn dood omschreef de 19e-eeuwse musicoloog Hugo Riemann Abela in zijn Musiklexicon als een bekwaam organist.